# Dianthus cretaceus
Dianthus cretaceus là loài thực vật có hoa thuộc họ Cẩm chướng. Loài này được Adam mô tả khoa học đầu tiên năm 1805.